# LGBT práva v Iráku

Duhová mapa Iráku

Lesby, gayové, bisexuálové a translidé (LGBT) se v Iráku setkávají s právními komplikacemi neznámými pro většinové obyvatelstvo.

## LGBT práva

### Irácké království pod britskou nadvládou
Irák zakázal homosexualitu definovanou v trestním zákoníku jako sodomie podle britského vzoru.

### Irácké království
Zákaz sodomie zůstává i po získání nezávislosti v r. 1932.

### Irácká republika
Trestní zákoník 1969 přijatý Baasistickou stranou kriminalizuje pouze následující sexuální delikty – cizoložství, incest, znásilnění, prostituci, veřejnou soulož a soulož s osobami nezpůsobilými k pohlavnímu styku nebo mentálně narušenými osobami. Homosexualita nebyla v té době době trestným činem, ale i tak se stávala předmětem vládní diskriminace a harašmentu, a daly se na ní aplikovat mravnostní zákony a zákony chránící národní bezpečnost.
Kromě toho trestní zákoník během Baasistického režimu, zejména pak pod vládou Saddáma Husajna, vydával zvláštní trestní opatření týkající se specifikckých témat. Sodomie byla v důsledku těchto rezolucí v r. 1988 rekriminalizovaná, ale pouze pokud byla konaná za úplatu. [Zákon č. 8 o boji s prostitucí z r. 1988] Po válce s Íránem cítil Saddám Husajn potřebu radikálně změnit svojí dřívější image arabského sekularisty a stát se naopak průkopníkem tradičních islámských hodnot.
Na začátku 90. let byly irácké školy nuceny vyučovat o tradičních islámských hodnotách, požívání alkoholických nápojů na veřejnosti zakázáno a několik nočních klubů obviněných z provozováni prostituce zavřeno. Důvodem všech těchto opatření byla široká kampaň mající za účel získat podporu mezi sociálně konzervativními vrstvami irácké společnosti.
Během této doby se začaly masově rozrůstat organizované útoky na LGBT komunitu.
Na půdě OSN citovala irácké delegace náboženství jako důvod jejich usilovného odmítání podpořit LGBT práva na mezinárodní úrovni, ačkoli se Saddám Husajn prezentoval jako sekularista.
Irácká vláda kromě toho také legalizovala "vraždy ze cti" a v r. 1995 vytvořil Saddám novou parlamentní skupinu cílící na veřejné mučení a perzekuci LGBT osob a žen majících sex mimo manželství.
V r. 2001 bylo přijato opatření č. 234/2001, které ukládalo trest smrti za cizoložství a za prostituci. Stejný trest hrozil těm, kteří spáchali trestný čin sodomie s jiným mužem nebo ženou nebo, kteří poškodili čest jiného muže nebo ženy bez jeho nebo jejího souhlasu, a kteří touto násilnosti navždy poskvrnili život dané oběti(muže nebo ženy).

### Prozatímní koaliční správa
Poté, co v r. 2003 převzala kontrolu nad Irákem Prozatímní koaliční správa vedená výkonným ředitelem Paulem Bremerem, se valná část trestních opatření zrušila a trestní zákoník vrátil do podoby z r. 1968 – před reformami z r. 1988.
Přestože není homosexuální chování oficiálně trestné, tak je násilí a harašment směřované na LGBT komunitu ze strany rodinných příslušníků a ostatních Iráčanů cítících potřebu trestat osoby porušující tradiční islámskou morálku velmi rozšířené.

## Souhrnný přehled
| Legální stejnopohlavní styk                                                                   | / Technicky legální, ačkoli je legislativa ingorovaná a trestání "sodomitů" stále praktikováno lokálními autoritami a právem šaría. Na územímch ovládaných Islámským státem jsou veřejné popravy homosexuálů téměř na denním pořádku. |
| Stejný věk legální způsobilosti k pohlavnímu styku pro obě orientace                          | / |
| Anti-diskriminační zákony v zaměstnání                                                        | No |
| Anti-diskriminační zákony v přístupu ke zboží a službám                                       | No |
| Anti-diskriminační zákony v ostatních oblastech (vč. nepřímé diskriminace, projevů nenávisti) | No |
| Stejnopohlavní manželství                                                                     | No |
| Stejnopohlavní soužití                                                                        | No |
| Adopce dítěte partnera                                                                        | No |
| Společná adopce dětí stejnopohlavními páry                                                    | No |
| Gayové a lesby smějí otevřeně sloužit v armádě                                                | No |
| Možnost změny pohlaví                                                                         | No |
| Přístup k umělému oplodnění pro lesbické ženy                                                 | No |
| Náhradní mateřství pro gay páry                                                               | No |
| MSM smějí darovat krev                                                                        | No |